# Casa de Nossa Senhora da Aurora
A Casa de Nossa Senhora da Aurora, ou Casa dos Condes de Aurora, como é mais conhecida por ser propriedade dos condes de Aurora, localiza-se na atual freguesia de Arca e Ponte de Lima, na vila e no município de Ponte de Lima, distrito de Viana do Castelo, em Portugal.
Encontra-se classificada como Imóvel de Interesse Público desde 26 de Setembro de 1977.

## História
Remonta a uma edificação erguida no século XIV, e que terá sido objeto de intervenções durante o século XVII.
O atual edifício é fruto de uma remodelação que teve lugar entre os anos de 1714 e 1730, com traça atribuída a Manuel Pinto de Vilalobos.